# 青銅の蛇 (ルーベンス)
『青銅の蛇』（せいどうのへび、蘭: De koperen slang, 英: The Brazen Serpent）は、バロック期のフランドルの巨匠ピーテル・パウル・ルーベンスが1635年から1640年頃に制作した絵画である。油彩。主題は『旧約聖書』「民数記」21章で言及されている預言者モーセの「青銅の蛇」のエピソードから取られている。現在はロンドンのナショナル・ギャラリーに所蔵されている。また初期の異なるバージョンがロンドンのコートールド美術研究所に所蔵されている。

## 主題
モーセの兄アロンが死去したのちの出来事である。「民数記」21章によると、イスラエルの人々はアロンが死去したホル山を出て、エドムの地を迂回しようとしたが、彼らにとってその道は耐えがたいものであった。人々は神とモーセに向かって非難した。「なぜあなたがたはわれわれをエジプトから導いて、荒野で死なせようとするのですか。ここには食物も水もありません。われわれはもうこの粗末な食物を口に入れたくありません」。そのため神は彼らの信仰の欠如を罰するために燃える蛇を送り込み、イスラエルの多くの人々を咬み殺させた。人々は後悔してモーセのところに行き、「われわれは主やモーセに向かって非難し罪を犯しました。どうか蛇を取り除いてくれるように主に祈ってください」と言った。モーセは人々が罪を悔いているので彼らのために祈ると、神はモーセに「燃える蛇を造り、それを竿の上に掛けなさい。蛇に咬まれた者がそれを仰ぎ見たならば、みな癒されるであろう」と言った。そこでモーセが青銅で1匹の蛇を造って竿の上に掛け、蛇に咬まれた者がモーセの造った青銅の蛇を仰ぎ見ると、みな蛇の苦しみから救われた。

## 作品

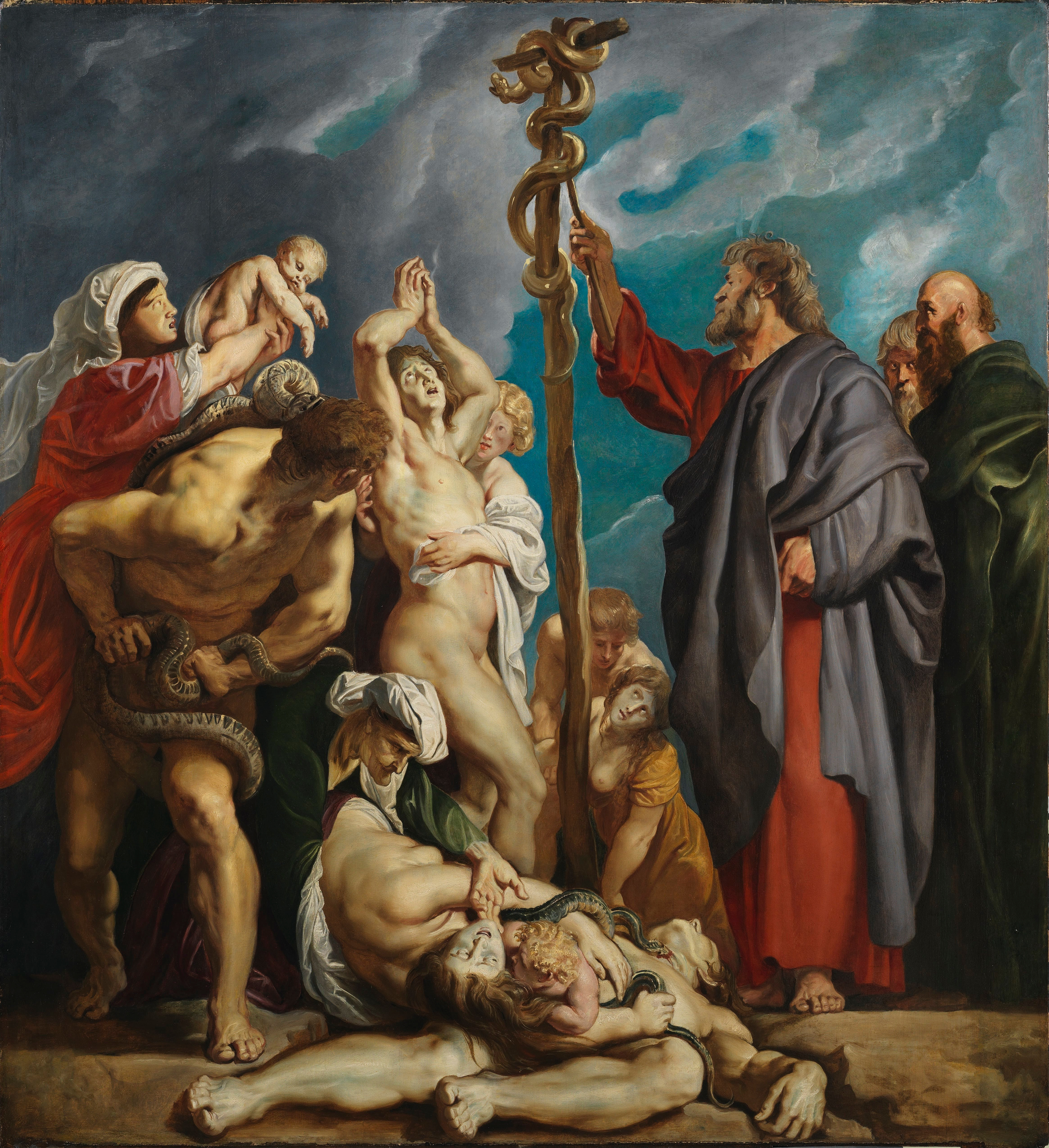
初期のバージョン『モーセと青銅の蛇』。1610年から1612年頃。コートールド美術研究所所蔵。

ルーベンスは神が送り込んだ燃える蛇によって苦しめられるイスラエルの人々を描いている。嵐のような空からは、今なおも燃える蛇が降り続けている。画面左端にいるのはアロンの息子で大祭司の職を継いだエルアザルであり、「青銅の蛇」は彼のそばに立てられた竿に掛けられている。モーセはその左隣に立ち、手を上げて人々に青銅の蛇を見るよう促している。モーセとエルアザルの周囲には多くの人々が集まっているが、その身体には蛇が巻きついており、咬みついてくる蛇と格闘している。モーセのすぐ前にいる赤い服の女は虚ろな表情で、蛇に絡まれた両腕を頭上に上げており、その肌はまるで死の直前であるかのように土気色である。黄色いドレスを着た女は悲痛の表情で、ぐったりした赤子が「青銅の蛇」を見ることができるよう高く抱き上げている。画面右端の甲冑を着た男は両手で巻きついた蛇を身体から引きはがし、蛇の頭をつかんで高く掲げている。さらに前景には数人の男が苦しみのあまり倒れ伏している。
対照的に画面中央で2人の子供を抱きながら座り込んでいる黒いドレスの女は青銅の蛇をまっすぐに見上げており、その肌は生気に満ち、蛇の害から守られている。彼女の体温を感じさせる輝くような肌と編み込まれた金髪は周囲の大勢の人物と異なっている。劇的で嵐のような空模様と群衆の蠢くような身体がシーンの激しさを増加させ、「青銅の蛇」を見上げる女の視線をさらに珍しいものにしている。彼女はルーベンスの若い2番目の妻で、画家が多くの作品に描いたエレーヌ・フールマンをモデルにしていると考えられている。女性の膝の上に座っている少年は1633年に生まれた長男フランシス・ルーベンス1世（François I Rubens）かもしれない。
制作年代はおそらく死が間近であった1630年代後半と考えられている。
ルーベンスは老人と女性を含む何人かの人物を他の絵画で使用したモデルを用いて描いた。ルーベンスが制作過程で加えた変更はいくつかのペンティメントとして肉眼でも確認できる。黒いドレスを着た女の左手親指は長くなり、左側の子供は最初は鑑賞者の側を向き、手にあごを乗せていたが、母親と同様に「青銅の蛇」を見つめるよう変更された。赤子を抱き上げた女が着ているドレスはもともと黄色ではなく白色であり、赤子のすぐ下に老人の顔を塗りつぶした痕跡がはっきり見える。

## 来歴
絵画は19世紀初頭にスコットランド出身の風景画家アンドリュー・ウィルソンのコレクションにあり、その後美術商ウィリアム・ブキャナン（William Buchanan, 1777年-1864年）を経由してトーマス・バークリー・バークリー＝オーウェン（Thomas Bulkeley Bulkeley-Owen, 1790年-1867年）の手に渡った。ナショナル・ギャラリーは1837年にバークリー＝オーウェンからバルトロメ・エステバン・ムリーリョの『天上と地上の三位一体』（Las trinidades celestial y terrenal）とともに購入した。

## 複製
ボエティウス・ア・ボルスヴェルト、スヘルテ・ア・ボルスヴェルト、コルネリス・ガレ1世によってエングレーヴィングが制作された。

## ギャラリー

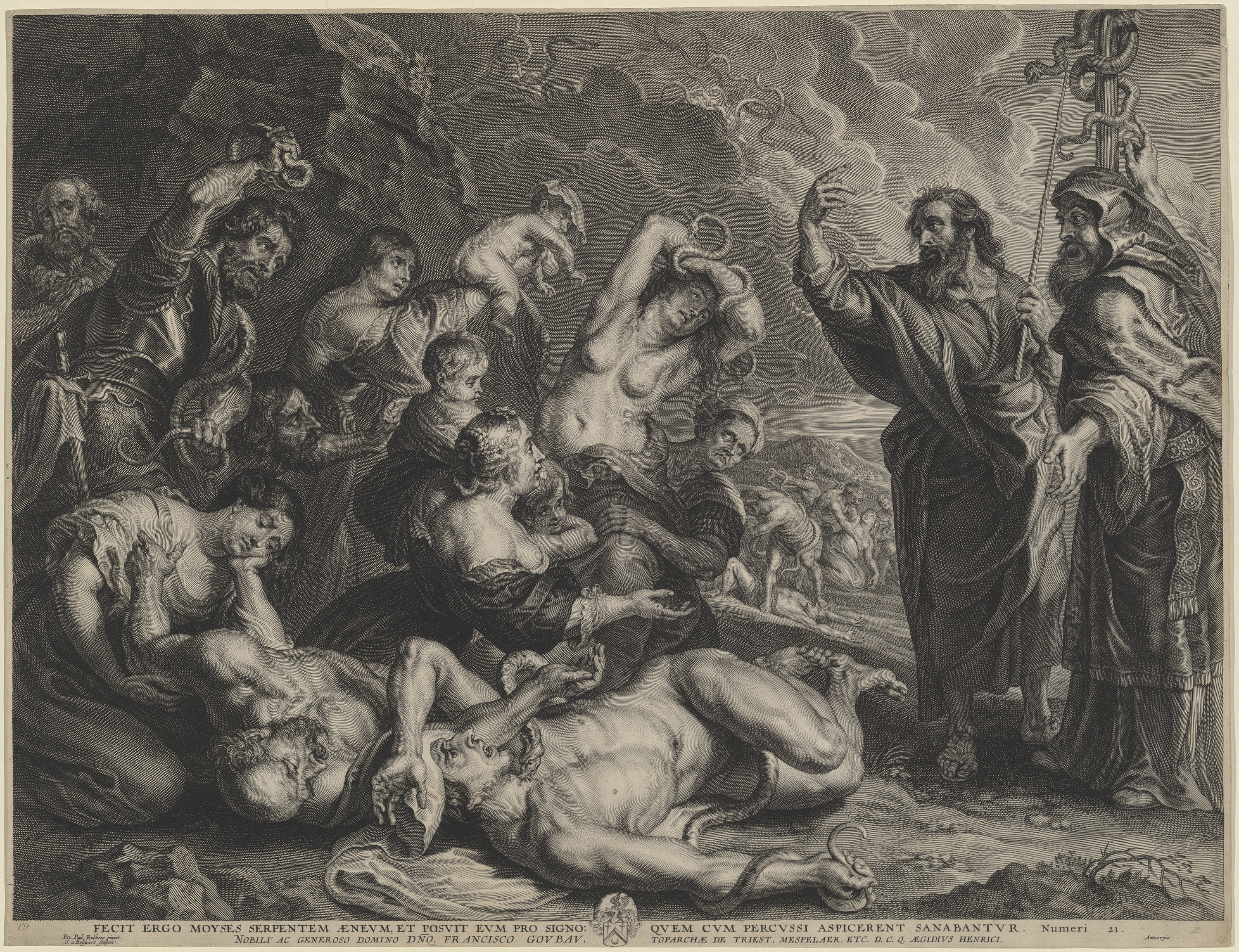
ボエティウス・ア・ボルスヴェルト（英語版）のエングレーヴィング  1633年まで
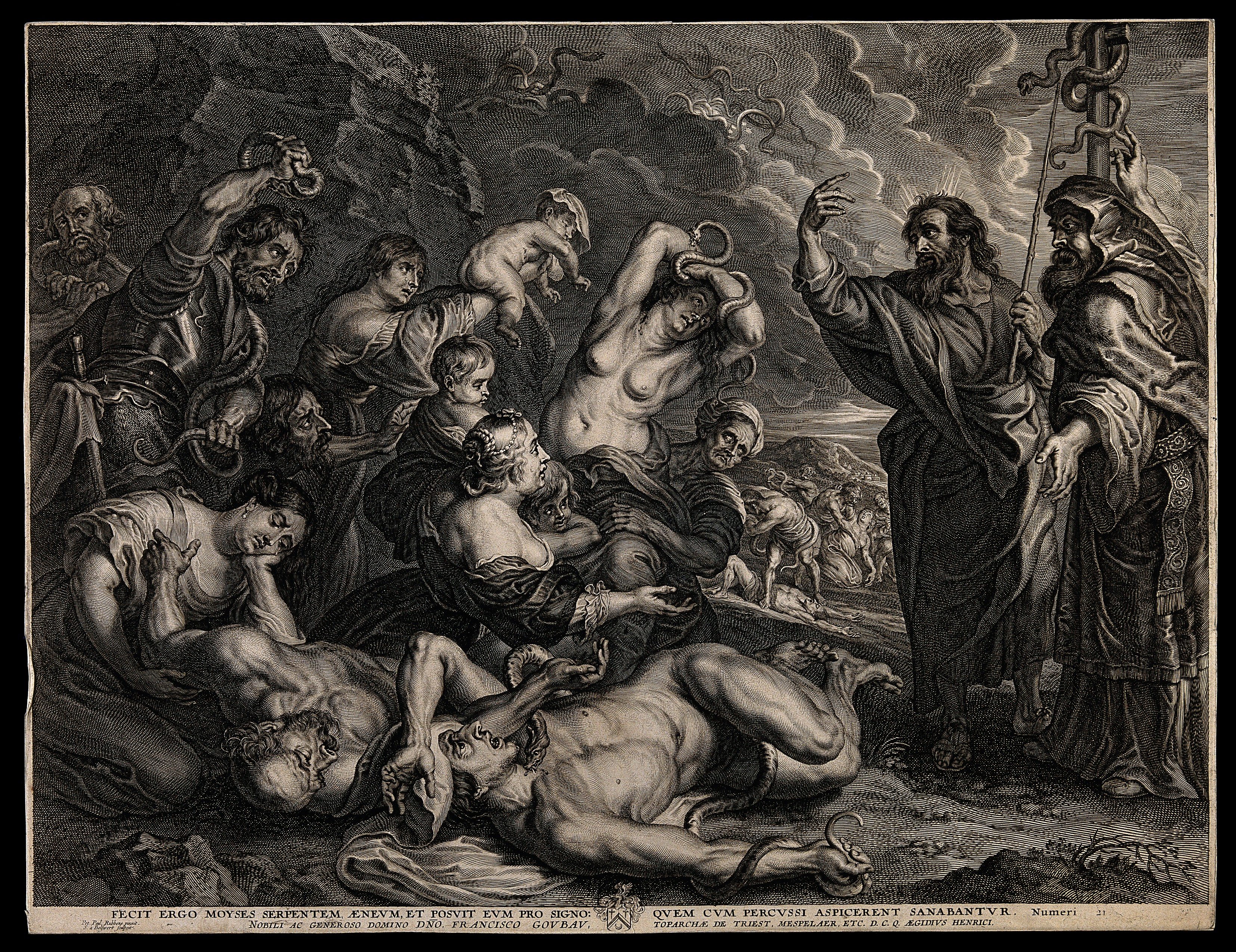
スヘルテ・ア・ボルスヴェルト（英語版）のエングレーヴィング 1635年-1640年頃
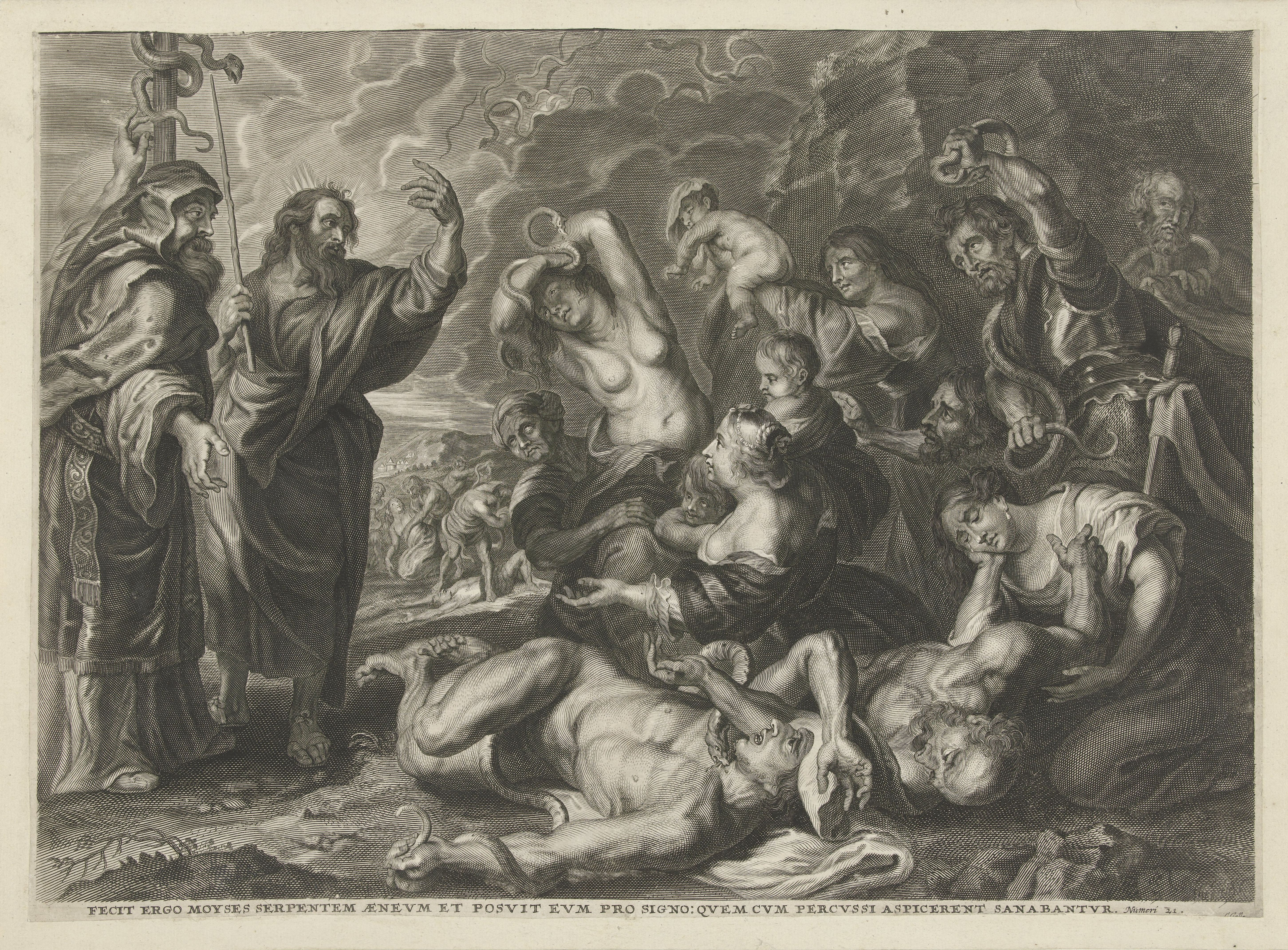
コルネリス・ガレ1世（英語版）のエングレーヴィング 1602年から1650年